# Catecholboraan
Catecholboraan of BHcat is een derivaat van catechol en een boorhydride, met als brutoformule C6H4O2BH. In de organische synthese is het een veelgebruikt reagens.

## Synthese
De traditionele bereiding van de verbinding verloopt via de reactie van catechol met boraan (BH3) in een gekoelde THF-oplossing. Het nadeel van deze methode is het verlies van 2 mol hydride per mol bereid product.
Heinrich Nöth en Detlef Mannig hebben een betere methode ontwikkeld, met een hogere opbrengst gerekend vanuit het hydride. In hun methode gaan ze uit van een alkaliboorhydride (LiBH4, NaBH4 of KBH4) met tris(catecholato)bisboraan in een oplossing van di-ethylether of di-ethyleenglycol.
In 2001 werd door Herbert Brown nog een methode gepubliceerd: hierbij laat men tri-O-phenyleenbisboraat met diboraan reageren in triglyme of tetraglyme. Brown claimde een opbrengst van 85% met een zuiverheid van 97% catecholboraan.

## Reacties

### Bereiding van andere organoboranen
Als catecholboraan met een alkyn reageert (hierbij worden vaak eindstandige alkynen gebruikt) vindt een trans-additie plaats en wordt een trans-vinylboraan gevormd. Dit gebeurt in een anti-Markovnikovmanier. Het gevormde product kan in de Suzuki-reactie verder reageren.

### Reductie van β-hydroxyketonen
Catecholboraan kan gebruikt worden als een stereoselectief reducerend reagens bij de omzetting van β-hydroxyketonen naar syn-1,3-diolen.
Het zuurstof- en het koolstofatoom van de carbonylgroep liggen samen met de koolstofatomen die direct aan de carbonylgroep gebonden zijn en liggen samen met de andere koolstofatomen in het platte vlak van de tekening. De substituenten steken naar onder en boven uit het vlak van de tekening. De hydroxylgroep wijst naar onderen. Dit wordt aangegeven door de gearceerde, breder wordende binding. De nieuwe hydroxylgroep wijst ook naar onder, dezelfde kant als de reeds bestaande hydroxylgroep. De andere mogelijkheid is dat deze groep naar boven staat. Dit zou zijn aangegeven met een gewoon getrokken binding die in de richting van de hydroxylgroep wel steeds breder wordt.